# A-474
La A-474 es una carretera autonómica andaluza que une los pueblos de Castilleja de la Cuesta y Almonte. Esta y la carretera A-483 configuraron una de las rutas principales hacia la ciudad de Huelva, junto con la carretera N-431, hoy transferida en su mayor parte a la Junta de Andalucía. Hoy en día es una de las dos alternativas principales a la Autopista del Quinto Centenario.

## Recorrido
La A-474 se inicia en Castilleja de la Cuesta y continúa hacia el sur, llegando a Bormujos. En la travesía de este pueblo, la carretera cambia hacia el oeste, sentido que llevaremos durante el resto de la ruta. Al salir de Bormujos, continuamos hacia el este y llegamos a Bollullos de la Mitación y luego a Aznalcázar, donde nos encontraremos con la primera circunvalación, que bordea el pueblo por el sur. Al dejar Aznalcázar, seguimos hacia el oeste y cruzaremos el río Guadiamar, y al llegar a Pilas la dejamos a la derecha para bordearla por el sur. Al finalizar la circunvalación, seguimos hacia Hinojos, donde cambiaremos de Sevilla a Huelva. Y al llegar a Hinojos, lo dejaremos a la derecha y nos cruzaremos con la carretera A-481, que nos llevará a Villamanrique. Seguimos hacia Almonte, y tras cruzar varios pinares y dejar al pueblo a nuestra derecha finaliza en una rotonda en la autovía A-483.
- Datos: Q5653358